# 1838 no Brasil
Esta é uma cronologia dos fatos e acontecimentos de ano 1838 no Brasil.

## Incumbente
- Imperador – D. Pedro II (1831–1889)

## Eventos
- 2 de janeiro: O Arquivo Público Nacional é instituído no Rio de Janeiro.
- 28 de fevereiro: A Assembleia Provincial é instalada no Pará.
- 16 de março: Fim da Sabinada, na Bahia.
- 25 de março: O Colégio Pedro II é inaugurado no Rio de Janeiro.
- 2 de outubro: O Instituto Histórico e Geográfico Brasileiro é fundado no Rio de Janeiro.
- 5 de novembro: Rebelião de escravos nas fazendas do capitão-mor Manuel Francisco Xavier, em Vassouras, no Rio de Janeiro.
- 13 de dezembro: Início da Balaiada, no Maranhão.

## Nascimentos
- 13 de janeiro: André Rebouças, engenheiro e abolicionista (m. 1898).